# Garcinia diospyrifolia
Garcinia diospyrifolia är en tvåhjärtbladig växtart som beskrevs av Jean Baptiste Louis Pierre. Garcinia diospyrifolia ingår i släktet Garcinia och familjen Clusiaceae. Inga underarter finns listade i Catalogue of Life.